# Singapores Davis Cup-lag
Singapores Davis Cup-lag styrs av Singapores tennisförbund och representerar Singapore i tennisturneringen Davis Cup, tidigare International Lawn Tennis Challenge. Singapore debuterade i sammanhanget 1984, och spelade bland annat semifinal i Asien-Oceanienzonens Grupp II 1988.